# تپه توران
تپه توران مربوط به دوره ساسانی است و در شهرستان باخرز واقع شده و این اثر در تاریخ ۲۴ خرداد ۱۳۹۰ با شمارهٔ ثبت ۳۰۲۹۴ به‌عنوان یکی از آثار ملی ایران به ثبت رسیده‌است.